# Smrdljiva pupavka
Smrdljiva pupavka (lat. Amanita virosa) je smrtno otrovna gljiva iz roda gljiva Amanita.

## Opis
- Klobuk je širok od 5 do 8 centimetara, najprije okruglast, zatim stožast ili zvonolik, i na kraju otvoren, za vlažna vremena lagano ljepljiv, po suhom vremenu je sjajnosvilenkast, slabo mesnat, potpuno bijel, ponekad može u sredini biti slabo crvenkast, rub je gladak, vrlo često s visećim ostacima rukavca.
- Listići su gusti, pomiješani s mnogo lamelula, bijeli s malim dlačicama i zalijepljeni uz poneki ostatak rukavca (Velum partiale).
- Stručak je visok od 8 do 15 centimetara, cilindričan, ispod klobula je tanji, vitak, u mladosti pun, kasnije šupalj, bijel, ispod vjenčića vunasto čehast; vjenčić je opnast, prilično krhak, osjetljiv i brzo prolazan; dno stručka gomoljasto zadebljano s vidljivim poluslobodnim bijelim ovojem.
- Meso je bijelo, mekano, vrlo neugodnog zadaha, neugodna okusa; ako se kuša vrrhom jezika, ne smije se progutati.
- Spore su bijele, prozirne, okrugle 8 – 10 μm, amiloidne.

## Kemijske reakcije
Listići i meso sa sumpornom kiselinom H2SO4 postanu svijetlocrveni, a meso i kožica klobuka u kemijskoj reakciji s kalijevom lužinom oboje se žuto.

## Stanište
Smrdljiva pupavka raste od proljeća do jeseni u vlažnim crnogoričnim, rjeđe u bjelogoričnim šumama na kiselom silikatnom tlu; prilično je rijetka, ali se ponekad mogu pronaći cijele skupine. 

## Upotrebljivost
Smrdljiva pupavka je smrtno otrovna.

## Sličnosti
Smrdljiva pupavka se lako može zamijeniti isto tako smrtno otrovnom bijelom pupavkom (lat. Amanita verna). Međutim smrdljiva pupavka ima na stručku uzdignute vunenaste bijele čehice i raste češće u crnogoričnim šumama na kiselom tlu. Za skupljače gljiva i ovdje prijeti velika opasnost od zamjene s jestivim šumskim pečurkama kao i kod bijele pupavke (lat. Agaricus silvicola Vitt., Agaricus obruptibulba Peck). Očito je da se puževi rado naslađuju tim gljivama i zato treba upozoriti sve one koji govore da su jestive gljive sve koje su nagrizli puževi nisu u pravu. 

## Slike
|  |  |  |  |  |
|  |  |  |  |  |